# Бхерамара – Кхулна
Бхерамара – Кхулна – газопровід на заході Бангладеш, споруджений, передусім, з розрахунку на живлення кількох об’єктів теплової електроенергетики.
У грудні 2016-го газотранспортний коридор, який прокладали в західному напрямку від газового хабу Ашугандж, дотягнули до прикордонного з Індією міста Бхерамара. Одним з напрямків подальшого використання доправленого сюди блакитного палива було його транспортування до третього за розмірами міста країни Кхулна, по завершеному ще у грудні 2015-го трубопроводу Бхерамара – Кхулна довжиною 165 км. Він виконаний в діаметрі 500 мм, розрахований на робочий тиск у 6,9 МПа та має пропускну здатність у 5,7 млн м3 на добу.
Планувалось, що подача ресурсу блакитного палива до Кхулни дозволить перевести на нього ТЕС Кхулна (в 2016-му тут завершили спорудження нового парогазового блоку, що довело показник станції до 335 МВт) та спорудити потужну ТЕС Рупша (з показником у 800 МВт). Втім, поставки природного газу на захід Бангладеш виявились обмеженими через дисбаланс виробництва та стрімко зростаючого попиту. Станом на листопад 2020-го експлуатація трубопроводу Бхерамара – Кхулна так і не почалась, хоча все-таки розраховували на поставки у найближчий період і у вересні 2020-го завершили спорудження перемички до ТЕС Кхулна.
На тлі проблем із заповненням трубопроводу Бхерамара – Кхулна в 2017-му запропонували проект його сполучення з індійським штатом Західна Бенгалія, у якому компанія H-Energy планувала спорудити термінал для імпорту ЗПГ.  Втім, сам базовий проект H-Energy стрівся з проблемами, тому станом на початок 2020-х жодного поступу у створенні індійсько – бангладеського інтерконектору не відбулось. Іншим варіантом вирішення проблеми може бути прокладання трубопроводу Бхола – Кхулна для подачі ресурсу з родовищ острова Бхола (найпівденніша частина дельти Гангу), де розробляють родовище Шахбазпур.
При цьому в 2018-му Бангладеш розпочав імпорт зрідженого газу через власний термінал у Мохешкалі. Хоча останній і підключений до протилежного від Кхулни завершення газотранспортної системи, проте поставки через нього можуть сприяти вивільненню ресурсу для подачі у західні райони країни.